# Fahed Al Hajri
Fahed Al Hajri (10 de novembro de 1991) é um futebolista profissional kuwaitiano que atua como defensor.

## Carreira
Fahed Al Hajri representou a Seleção Kuwaitiana de Futebol na Copa da Ásia de 2015.